# Condado de Caswell
O Condado de Caswell é um dos 100 condados do estado americano da Carolina do Norte. A sede do condado é Yanceyville, e sua maior cidade é Yanceyville. O condado possui uma área de 1 110 km² (dos quais 10 km² estão cobertos por água), uma população de 23 501 habitantes, e uma densidade populacional de 21 hab/km² (segundo o censo nacional de 2000). O condado foi fundado em 1777.